# تاريخ التجارب
يُعتبر تاريخ البحث التجريبي تاريخًا طويلًا ومتنوعًا. فقد تغير تعريف التجربة ذاتها في واقع الأمر، استجابة إلى المعايير والممارسات المتغيرة في مجالات معينة من الدراسة. يوثق هذا المقال تاريخ وتطور البحث التجريبي منذ أصوله في دراسة غاليليو للجاذبية وحتى المنهج المطبق بشكل مختلف في الاستخدام الحالي.

## ابن الهيثم
استخدم عالم الطبيعة العربي ابن الهيثم (الحسن) التجريب، من أجل الحصول على نتائج في كتابه المناظر (1021). فقد دمج الملاحظات، والتجارب، والحجج العقلية، لتدعيم نظريته في الإقحام البصري، وفيها تنبعث أشعة الضوء من الأشياء بدلًا من انبعاثها من العينين. استخدم حُججًا مشابهة لإظهار خطأ كل من نظرية الانبعاث البصري القديمة التي كان يؤيدها بطليموس وإقليدس (وفيها تنبعث أشعة الضوء من العينين لكي تحدث الإبصار)، وكذلك نظرية إقحام الضوء القديمة التي كان يدعمها أرسطو (وفيها تصدر الأشياء جسيمات فيزيائية إلى العينين لكي تُبصر).
أيد الدليل التجريبي معظم المقترحات في كتابه المناظر، وأسس نظرياته في الإبصار، والضوء، واللون، بالإضافة إلى أبحاثه في مبحث المرايا، ومبحث انكسار الضوء. قُدِّم تراثه بالتفصيل من خلال إصلاح كمال الدين الفارسي (متوفي عام 1320) لكتاب المناظر، في كتابه تنقيح المناظر (وهو مراجعة لكتاب المناظر لابن الهيثم).
نظر الحسن إلى دراساته العلمية بوصفها بحثًا عن الحقيقة: فالحقيقة تُطلب لذاتها. وأولئك الذين يشاركون في البحث عن أي شيء لصالحه الخاص، غير مهتمين بالأشياء الأخرى. والعثور على الحقيقة أمرًا صعبًا والطريق إليها قاس.
تضمن عمل الحسن على الفرضية القائلة «يتحرك الضوء خلال الأجسام الشفافة في خطوط مستقيمة فقط»، وهو الأمر الذي لم يتمكن من إثباته إلا بعد سنوات من البحث. وقال «لوحظ هذا بوضوح في الأضواء التي تدخل إلى الغرف المظلمة من خلال الثقوب... وسوف يلاحظ الضوء الداخل بوضوح في الغبار الذي يملأ الهواء». أثبت أيضًا تلك الفرضية من خلال وضع عصا مستقيمة أو خيط مشدود بجوار أشعة الضوء.
استعمل ابن الهيثم الشك العلمي، مؤكدًا على دور الاتجاه التجريبي، وشرح دور الاستقراء في عملية القياس المنطقي. لقد ذهب إلى الحد الذي انتقد فيه أرسطو بسبب نقص مشاركته في منهج الاستقراء، وهو الأمر الذي لا يعتبره ابن الهيثم له أسبقية فقط على القياس، بل هو المطلب الأساسي للبحث العلمي الحقيقي.
قُدِّم أيضًا شيئًا مماثلًا لنصل أوكام في كتاب المناظر. على سبيل المثال، بعد إثباته أن الضوء ينتج من أجسام مضيئة وينبعث أو ينعكس منها على العينين، قال بناءً على ذلك إن «نظرية الإرسال الخاصة بالأشعة البصرية هي عديمة الفائدة وغير ضرورية». وقد يكون أيضًا هو أول عالم يتبنى صيغة ما من المذهب الوضعي في منهجه. كتب «إننا لا نتجاوز الخبرة، ولا يمكن أن نكتفي باستخدام المفاهيم الخالصة في تقصي الظواهر الطبيعية»، ولا يمكن الحصول على فهم لتلك الظواهر دون الرياضيات. بعد افتراض أن الضوء عبارة عن جوهر مادي، فإنه لم يناقش طبيعته أكثر من ذلك، بل ركز أبحاثه على انتشار وتشتت الضوء. كانت خصائص الضوء الوحيدة التي أخذها في الاعتبار، هي تلك التي يمكن معالجتها بالهندسة، ويمكن التحقق منها بالتجربة.

## غاليليو غاليلي
أجرى غاليليو باعتباره عالمًا، تجارب كمية تناولت العديد من الموضوعات. تمكن غاليليو من قياس الوقت بدقة، مستخدمًا العديد من الأساليب المختلفة. كان معظم العلماء في السابق يستخدمون المسافة لوصف سقوط الأجسام، مطبقين الهندسة، والتي كانت موضع ثقة ومستخدمة منذ إقليدس. استخدم غاليليو نفسه الأساليب الهندسية في عرض نتائجه. ساعدت الرياضيات الجديدة المتطورة في نجاحات غاليليو، بالإضافة إلى الأدوات والتجارب المصممة بمهارة. في ذلك الوقت، كان علم الجبر نوعًا آخرًا متطورًا من الرياضيات. سمحت الجبر للعمليات الحسابية أن تصبح متطورة مثل الحسابات الهندسية. سمح الجبر أيضًا لاكتشافات علماء مثل غاليليو –بالإضافة إلى نيوتن، وماكسويل، وأينشتاين فيما بعد- أن تُلخص المعادلات الرياضية. فقد وصفت تلك المعادلات، العلاقات الفيزيائية بطريقة دقيقة ومتسقة ذاتيًا.
تُعتبر «تجربة الكرة والمنحدر» واحدة من الأمثلة البارزة. استخدم غاليليو في تلك التجربة سطح مائل والعديد من الكرات الفولاذية ذات الأوزان المختلفة. كان غاليلو قادرًا من خلال هذا التصميم أن يبطئ من حركة السقوط، ويسجل بدقة مقبولة الأوقات التي مرت فيها كرة فولاذية بعلامات معينة على السطح. دحض غاليليو تأكيد أرسطو على أن الوزن يؤثر على سقوط جسم ما. فوفقًا لنظرية أرسطو في الأجسام الساقطة، فإن الكرة الفولاذية الأثقل تصل إلى الأرض قبل الكرة الفولاذية الأخف. كانت فرضية غاليليو هي وصول الكرتين إلى الأرض في نفس الوقت.
بخلاف غاليليو، لم يتمكن العديد من الأشخاص في عصره من قياس فترات زمنية قصيرة بدقة، مثل زمن سقوط جسم ما. قاس غاليليو تلك الفترات الزمنية القصيرة من خلال ابتكاره لآلة بولسيلوجون pulsilogon. وهي آلة ابتُكرت لقياس الزمن باستخدام بندول. كان البندول متزامنًا مع النبض البشري. استخدم ذلك لقياس الزمن الذي مرت فيه الكرات الموزونة بالعلامات التي وضعها على السطح المائل. وجدت قياساته أن الكرات ذات الأوزان المختلفة تصل إلى أسفل السطح المائل في نفس الوقت، وتتناسب المسافة المقطوعة مع مربع الزمن المنقضي. لخص العلماء في ما بعد نتائج غاليليو في معادلة الأجسام الساقطة.